# 千駄ヶ谷中継局
千駄ヶ谷中継局（せんだがやちゅうけいきょく）は、東京都渋谷区にあったSHFテレビ中継局である。

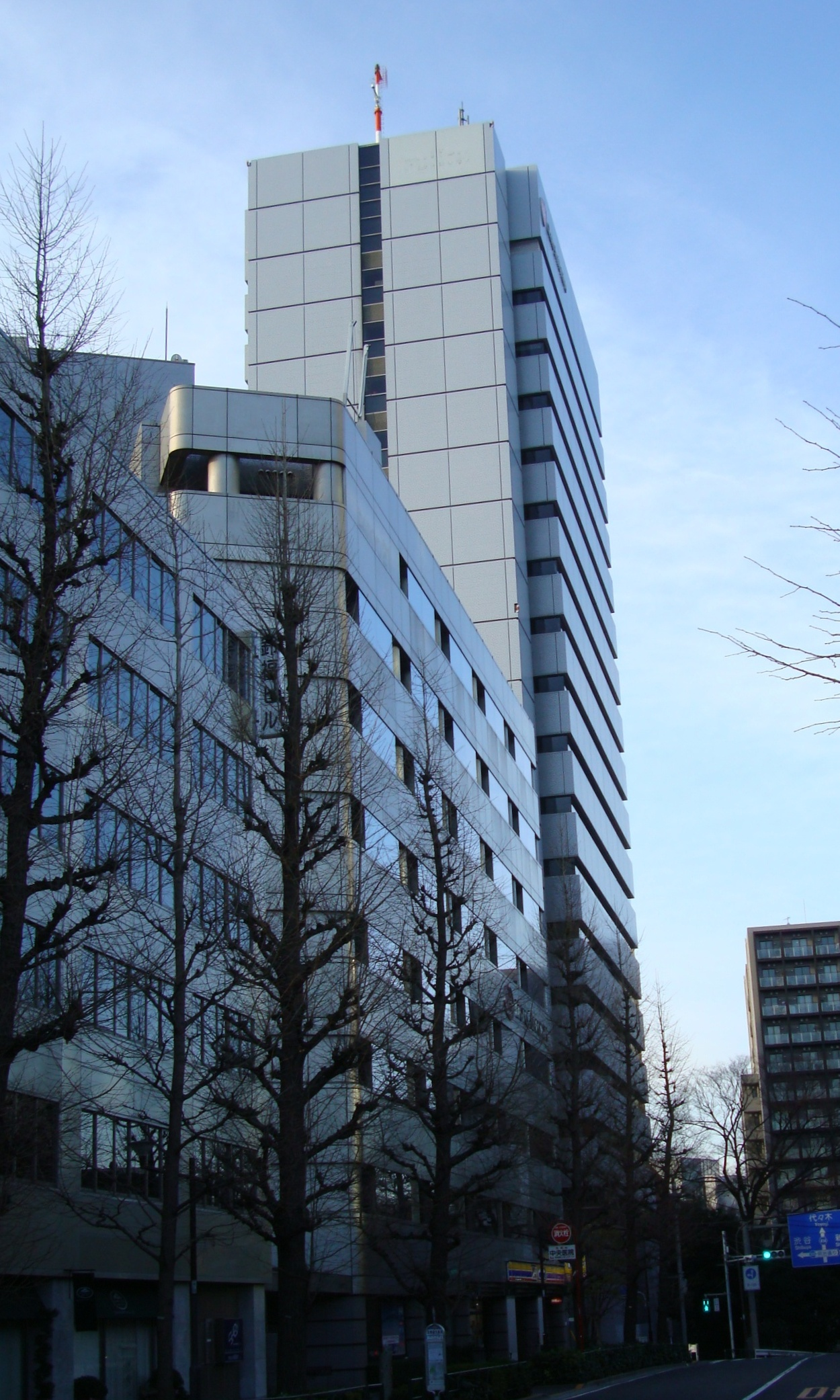
千駄ヶ谷中継局が所在していたビル（画像中央の高層ビル）

## 概要
当中継局は、東京タワーからの受信改善のための受信障害対策中継放送用として設置されていたが、受信環境が整備されて2006年（平成18年）5月31日に廃局となった。
所在地　東京都渋谷区千駄ヶ谷4丁目6番15号
| 放送局名          | チャンネル | 空中線電力        | ERP  | 放送対象地域     | 放送区域内世帯数 |
| UD放送大学        | 65         | 映像1W /音声100mW | 不明 | 放送授業対象地域 | 3万9756世帯      |
| NHK東京総合テレビ | 67         | 映像1W /音声100mW | 不明 | 関東広域圏       | 3万9756世帯      |
| NHK東京教育テレビ | 69         | 映像1W /音声100mW | 不明 | 全国             | 3万9756世帯      |
| NTV日本テレビ     | 71         | 映像1W /音声100mW | 不明 | 関東広域圏       | 3万9756世帯      |
| TBSテレビ         | 73         | 映像1W /音声100mW | 不明 | 関東広域圏       | 3万9756世帯      |
| CXフジテレビ      | 75         | 映像1W /音声100mW | 不明 | 関東広域圏       | 3万9756世帯      |
| EXテレビ朝日      | 77         | 映像1W /音声100mW | 不明 | 関東広域圏       | 3万9756世帯      |
| TXテレビ東京      | 79         | 映像1W /音声100mW | 不明 | 関東広域圏       | 3万9756世帯      |